# Jean-André Rouquet
Jean-André Rouquet (1701-1758) est un artiste peintre miniaturiste et critique d'art genevois, actif entre Londres et Paris, qui fut l'ami de William Hogarth.

## Biographie
Rouquet est né le 13 avril 1701 dans la République de Genève. Il est le fils de Jacques Rouquet et de Françoise Saulier, protestants français réfugiés à Genève.
Après un séjour à Paris, il s'installe à Londres, à partir de 1722, très actif sous le règne de Georges II, proposant l'exécution de portraits en miniature, alors à la mode. Il travaille son art sans doute dans la lignée ou sous l'influence de Christian Friedrich Zincke (en) et de Charles Boit, qui avaient établi dans la capitale anglaise deux ateliers de portraits sur émail et cuivre réputés. On lui attribue celui de William Hogarth (vers 1740), conservé à la National Portrait Gallery de Londres. Rouquet épouse Jane Setchell, une Anglaise, et se lie d'amitié avec Hogarth.
En 1746, il publie en français les Lettres de Monsieur *** à un de ses amis à Paris, pour lui expliquer les estampes de Monsieur Hogarth, éditées chez R. Dodsley et M. Cooper (Londres). Selon Ronald Paulson, il s'agit de la toute première monographie sur les gravures d'Hogarth : cet ouvrage comprend des images et des légendes, ainsi que des commentaires critiques. Par ailleurs, Rouquet se lie d'amitié avec l'acteur David Garrick et serait l'auteur des décorations du Pavillon chinois situé dans les Vauxhall Pleasure Gardens, inaugurés vers 1730.
Vers 1751, Rouquet revient à Paris, peut-être sur l’instigation de Madame de Pompadour – Zincke, qui a travaillé pour elle, aura pu lui recommander son disciple. Le marchand d'estampes Pierre-Jean Mariette le décrit comme étant « un être peu communicatif et d’un caractère qui ne le rendoit pas fort aimable dans la société ». Étienne La Font de Saint-Yenne le proclama « le Raphaël de l'émail ».
Jane, sa femme, meurt le 21 mai 1753, ce qui le plonge dans un état dépressif qui ne le quittera plus. Il est cependant reçu par l'Académie royale de peinture et de sculpture le 23 août suivant, et expose des émaux au Salon de Paris en 1753, 1755 et 1757. Le 21 juillet 1754, le marquis de Marigny lui obtient un appartement aux Galeries du Louvre.
En 1755, à Paris (chez Charles Antoine Jombert), puis à Londres (chez J. Nourse), est publié son essai L'État des arts en Angleterre dont il se justifie ainsi dans la préface : « les discours exagérés que tiennent en faveur de l'Angleterre tant de gens qui la connaissent peu, particulièrement sur l'article des arts, et ce que disent à son désavantage tant d'autres qui la connaissent encore moins, ont donné lieu à cet ouvrage ». Cet essai, jugé comme le seul ouvrage de l'époque qui dresse un bilan de la scène artistique anglaise entre 1730 et 1755, est cité dans l’Encyclopédie de Diderot et d'Alembert. La même année, alors que Diderot publie L'histoire et le secret de la peinture en cire, Rouquet, pour s'en moquer, publie une pochade intitulée L'Art nouveau de la peinture en fromage, ou en ramequin.
Vers le mois d’avril 1758, une attaque d’apoplexie le paralyse d’un côté. En août, l’artiste manifeste de violents troubles psychologiques (il bombarde les passants, allume du feu dans sa chambre, tente de se suicider) et, au terme d’une enquête où ses voisins aux Galeries du Louvre que sont Charles-Nicolas Cochin, Jean Restout, Jean Siméon Chardin, Nicolas-Charles de Silvestre (1699-1767), Maurice Quentin de La Tour et François-Thomas Germain l’orfèvre sont entendus, il est déclaré fou et transféré à Charenton.
Ayant perdu la raison, il meurt le 28 décembre 1758 à l'asile de Charenton.

## Œuvre

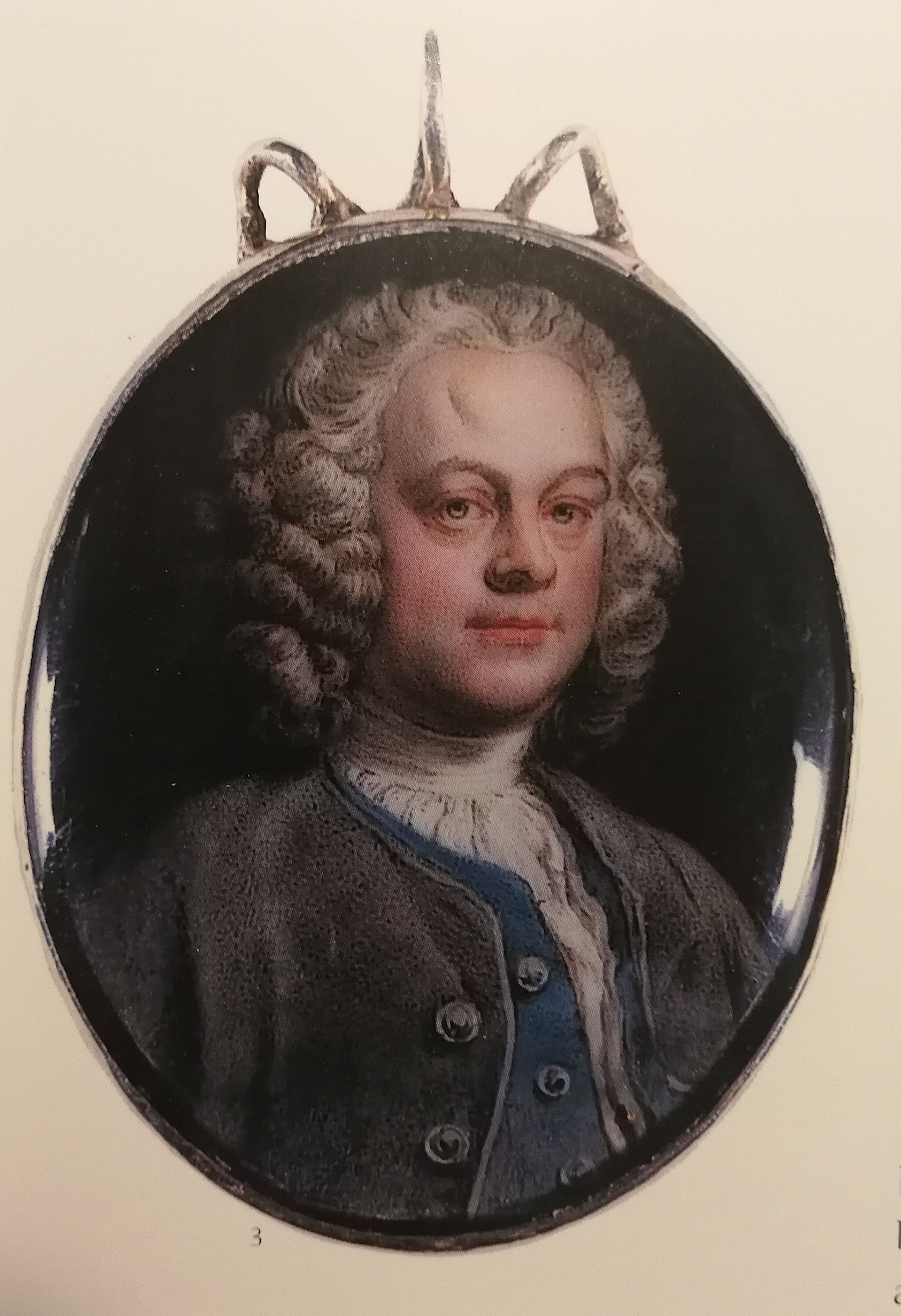
Miniature représentant William Hogarth, attribuée à Rouquet, vers 1740, Londres, National Portrait Gallery.

Les portraits en miniatures de Rouquet sont très peu signés, ou seulement de l'initiale « R. ».

## Expositions
- Salon de Paris
  - 1753 : Cinq petits portraits en émail, à savoir M. Desfourniel, Mademoiselle Desfourniel, M. de Silvestre,  Mademoiselle ***, M. Cochin le fils[13].
  - 1755 : Portrait de M. le Marquis de Marigny, Directeur & Ordonnateur Général des Bâtimens du Roi (émail) et plusieurs portraits sous le même cadre, peints aussi en émail[14].
  - 1757 : Plusieurs Portraits peints en émail d’après nature[15].

## Conservation
- États-Unis, Cincinnati Art Museum :
  - A lady, vers 1750[16].
- France, musée du Louvre — département des Arts graphiques :
  - Portrait d'homme (attribution)[17].
  - Portrait du marquis de Marigny en habit violet[18].
  - Portrait de jeune femme, à mi-corps, signé « A. R. »[19].
  - Portrait de François I, Empereur d'Allemagne[20].
  - Portrait de jeune femme avec un éventail[21].
  - Portrait de Louis XV en buste, attribué[22], d'après Jean-Étienne Liotard[23].

- Royaume-Uni :
  - Portrait de William Hogarth (attribué, vers 1740), Londres, National Portrait Gallery.
  - Portrait de femme inconnue, collection du duc de Buccleuch.
  - Portrait d'homme, vers 1750, Londres, Victoria and Albert Museum[24].